# 三沙市公安局
三沙市公安局是三沙市人民政府主管全市公共安全工作的组成部门，是三沙市区域内公安工作的领导指挥机关，行使地级公安机关管理权限，并接受海南省公安厅的指导，是中国最南端的公安局。前身为海南省西沙群岛、南沙群岛、中沙群岛公安局，主要职责有维护三沙治安稳定，服务岛上居民等。
三沙市公安局、海南省公安厅海岸警察总队第八支队在辖区的派出机构多驻于“五所合一”综合楼内，已投入使用和正在建设的包括赵述岛、永兴岛、晋卿岛、羚羊礁、银屿、鸭公岛等岛礁。

## 历史
三沙市公安局的历史可追溯到1959年11月成立的永兴边防派出所，该派出所于1981年转为公安现役部队，由西南中沙群岛办事处下设的西沙边防局进行管理。
在三沙市公安局成立以前，西沙群岛、南沙群岛、中沙群岛的各项公安业务由文昌市公安局代管，其使用的公民身份号码地址码号段也归属该局。2008年起，根据海南省完善省直管市县管理体制的要求，西南中沙群岛党工委与办事处参照市县党政机关，陆续设置多个行政职能部门。2011年4月，西南中沙群岛公安局正式成立，同年11月，经海南省公安厅同意，正式接管文昌市公安局代管的各项业务，履行户籍管理审批权限，经公安部同意，启用划分给西沙群岛的行政区划代码作为公民身份号码的地址码。
2012年6月21日，民政部公布三沙市获国务院批复成立，同年7月24日，三沙市正式挂牌成立。2012年11月21日，根据海南省机构编制委员会《关于印发〈三沙市起步阶段机构编制设置方案〉的通知》（琼编〔2012〕53号）和中共三沙市委《关于印发〈三沙市起步阶段行政机构设置实施方案〉的通知》（三沙委〔2012〕7号）文件精神，三沙市公安局正式成立运作。公民身份号码的地址码继续沿用原代码而非民政部分配的新代码。
2013年7月发布《三沙市户籍管理暂行规定》，发放首批三沙市居民身份证与流动人员居住证，规定了11种常住户口准入条件。
2015年6月，三沙市公安边防蓝丝带海洋保护志愿者服务队成立。

## 机构设置

### 内设机构
- 三沙市公安局指挥中心[3]
- 三沙市公安局行政服务中心（办事大厅、办证大厅）[註 6]

### 派出机构
- 三沙市公安局永乐群岛工作站[註 7]

### 直属机构
- 三沙市拘留所（三沙市看守所）[註 8]

### 列入局机关序列机构
- 三沙市公安局永兴海岸派出所（海南省公安厅海岸警察总队第八支队永兴海岸派出所）[註 9]

## 主要领导
| 三沙市公安局局长 1. 梁鸿 一级警督（2012年7月—？） 2. 陈泽 三级警监（2017年11月至今，兼市扫黑除恶专项斗争领导小组常务副组长） | 三沙市公安局副局长 - 梁鸿 一级警督（？—至今，兼市扫黑除恶专项斗争领导小组办公室主任） |